# Palaumonark
Palaumonark (Myiagra erythrops) är en fågel i familjen monarker inom ordningen tättingar.

## Utbredning och systematik
Fågeln förekommer i mangroveträsk och låglänta områden i Palau (västra Karolinerna). Vissa behandlar den som underart till atollmonark (Myiagra oceanica).

## Status
Arten har ett begränsat utbredningsområde men beståndet anses vara stabilt. IUCN kategoriserar arten som livskraftig.